# Robert VI, delfí d'Alvèrnia
Robert VI (+1282), comte de Clarmont i delfí d'Alvèrnia, fou fill i successor de Robert V, delfí d'Alvèrnia. El 1262 quan va pujar al govern, va fer homenatge pels alguns dels feus a Alfons de Poitiers (15 de novembre de 1262), en concret el més important era el castell de Vodable. El 1279 per un diploma del rei Felip III de França, el condomini de las castellania de Chauveroche (compartit entre el delfinat d'Alvèrnia i el Berry) passava íntegrament a Robert VI.
Va testar el 3 de novembre de 1281, i en el document s'anomena com a delfí d'Alvèrnia. Va morir cinc mesos i mig més tard, el 21 de març de 1282. Fou enterrat a l'església de Sant Andreu junt amb la seva esposa Mafalda o Matilde.
Es va casar vers el 1255 amb Mafalda o Matilde d'Alvèrnia (1230-1280), filla de Guillem XI, comte d'Alvèrnia i Adelaida de Brabant, comtessa de Boulogne i va tenir cinc o sis fills:
- Robert VII, delfí d'Alvèrnia, comte de Clarmont.
- Guillem, degà de Chamalières, canonge de Clarmont, prebost de Brioude, i ardica de Tournai (+ 26 de juliol de 1302)
- Guiu, cavaller del Temple als 12 anys (abans de 1292) i després comanador de les possessions de l'Ordre a Aquitània. El 1307, després de l'ofensiva contra l'ordre del papa Climent V, el rei Felip IV de França el Bell el va arrestar i sota tortura va confessar una sèrie de suposats crims, però en ser portat davant el papa a Lió, va retirar la confessió, i altre cop quan fou portat a Poitiers, davant del papa i el rei, i fou perdonat a canvi de certs favors; però el 1313 davant els llegats del papa a París, va declarar que era falsa la declaració que havia fet contra l'honor de l'ordre i que la va fer sota amenaça de mort i de tortura; el mateix dia, 18 de març de 1313, fou cremat a la foguera però no va voler canviar la declaració refusant inculpar a l'ordre.
- Mafalda d'Alvèrnia, casada vers 1275 amb Guillem d'Apchon fill de Guillem d'Apchon i de Delfina de Thiern
- Alix, monja a l'abadia de Fontevraud
- Una altra filla?